# 대림운동장
대림운동장(大林運動場, Daerim Stadium)은 대한민국 서울특별시에 있는 스포츠 시설이다. 인조잔디 필드가 갖춰진 경기장이며, 1996년에 준공되었다.

## 참고 문헌
- “대림운동장”. 영등포구시설관리공단.
- 《2023 전국 공공체육시설 현황 (2022년 12월말 기준)》. 대한민국 문화체육관광부. 2024.